# Laktam

Från vänster till höger, allmänna strukturer av en β-laktam, en γ-laktam, en δ-laktam och en ε-laktam. De specifika strukturerna är β-propiolaktam, y-butyrolaktam, 5-valerolaktam och e-kaprolaktam.

Laktamer är en kemisk ämnesklass som omfattar cykliska amider, formellt härledda från en aminoalkansyra. Termen är en portmanteau av orden lakton + amid. Dessa kan bland annat bildas i intramolekylära reaktioner mellan en amin och en karboxylsyragrupp. 

## Nomenklatur
Grekiska prefix i alfabetisk ordning anger ringstorlek:
- α-Laktam (3-atomringar)
- β-Laktam (4-atomringar)
- γ-Laktam (5-atomringar)
- δ-Laktam (6-atomringar)
- ε-Laktam (7-atomringar)

Denna ringstorleksnomenklatur härrör från det faktum att en hydrolyserad α-laktam leder till en α-aminosyra och en β-laktam till en β-aminosyra etc.

## Framställning
Allmänna syntetiska metoder finns för den organiska syntesen av laktamer.

### Beckmann-omlagring
Laktamer bildas genom den syrakatalyserade omlagringen av oximer i Beckmann-omlagringen.

### Schmidts reaktion
Laktamer bildas från cykliska ketoner och hydrazoesyra i Schmidt-reaktionen.

### Cyklisering av aminosyror
Laktamer kan bildas från cyklisering av aminosyror via kopplingen mellan en amin och en karboxylsyra inom samma molekyl. Laktamisering är mest effektiv på detta sätt om produkten är en γ-laktam. Till exempel, Fmoc-Dab(Mtt)-OH, även om dess sidokedjeamin är steriskt skyddad av extremt skrymmande 4-metyltrityl (Mtt)-grupp, kan aminen fortfarande intramolekylärt kopplas till karboxylsyran för att bilda en y-laktam. Denna reaktion avslutades nästan inom 5 minuter med många kopplingsreagens (till exempel HATU och PyAOP).

### Intramolekylär nukleofil substitution
Laktamer bildas från intramolekylär attack av linjära acylderivat från den  nukleofila abstraktionsreaktionen.

### Jodolaktamisering
En iminiumjon reagerar med en haloniumjon som bildas in situ genom reaktion av en alken med jod.

### Kinugasareaktion
Laktamer bildas genom kopparkatalyserad 1,3-dipolär cykloaddition av alkyner och nitroner i Kinugasa-reaktionen.

### Diels-Alder-reaktion
Diels-Alder-reaktionen mellan cyklopentadien och klorosulfonylisocyanat (CSI) kan användas för att erhålla både β- och γ-laktam. Vid lägre temperatur (-78 °C) är β-laktam den dominerande produkten. Vid optimala temperaturer erhålls en mycket användbar γ-laktam känd som Vince Lactam 

## Tautomerisering till laktim
En laktim är en cyklisk karboximidsyraförening som kännetecknas av en endocyklisk kol-kväve -dubbelbindning. De bildas när laktamer genomgår tautomerisering.

## Reaktioner
- Laktamer kan polymerisera till polyamider.

## Användning
Många viktiga läkemedel är β-laktamer (laktamer med fyra atomer i ringstrukturen), till exempel penicillin, klavulansyra och amoxicillin.